# Platane géant de Lamanon
Le platane géant de Lamanon est un platane d'Orient, arbre remarquable situé à Lamanon dans les Bouches-du-Rhône.

## Situation
Le platane géant de Lamanon se situe dans la commune de Lamanon, dans un champ, devant une maison, au bord de la route départementale D23.

## Description
Le platane géant de Lamanon est un Platanus orientalis ou platane d'orient. Il mesure environ 25 mètres de hauteur et sa frondaison s'étend sur 1 250 m2. Son tronc a une circonférence de 8 mètres. Il fait partie des Arbres remarquables de France. 

## Protection
Le 26 février 1918, il est classé site et monument naturel de caractère artistique[réf. souhaitée]. Le jardin de ce platane est également inscrit depuis 1994 à l'inventaire général du patrimoine culturel. 

## Histoire
Il y a peu d'informations sur cet arbre, on dit qu'il a été planté au XVIe siècle par Catherine de Médicis, venue rendre visite à Nostradamus.